# Surf als Jocs Olímpics d'Estiu de 2024
La competició de surf dels Jocs Olímpics d'Estiu de 2024 va disputar-se entre el 27 de juliol i el 5 d'agost de 2024 a Teahupo'o, illa de Tahití (Polinèsia Francesa).
Va ser la segona vegada en què el surf va formar part del programa olímpic. Un total de 48 surfistes (24 homes i 24 dones) van prendre'n part, un 20% més que a Tòquio 2020.

## Emplaçament
La competició de surf va ser ubicada a Teahupo'o, Tahití a la col·lectivitat d'ultramar de la Polinèsia Francesa (Pacífic Sud). La costa de Teahupo'o és famosa per les grans onades, ideals per a la pràctica del surf.
Tahití és a 15.000 km de París, establint un nou rècord de major distància física entre la ciutat organitzadora i una de les seus. L'anterior rècord datava dels Jocs Olímpics d'Estiu de 1956, a Melbourne. Les estrictes normes sanitàries establertes pel govern australià pel que feia a l'entrada d'animals al país, va portar als organitzadors a celebrar les proves d'hípica a Estocolm, Suècia.
Conseqüentment, els surfistes i membres dels diferents comitès olímpics que van prendre part en les proves, no van allotjar-se a la Vila Olímpica de L'Île-Saint-Denis. Tots ells van ser hostes del vaixell Aranui 5 ancorat a Tahiti, esdevenint la primera Vila flotant de les Olimpiades. A més, les proves de surf són les úniques que se celebren sense espectadors.
Segons el calendari oficial, la competició havia de celebrar-se entre el 27 i el 31 de juliol. Emperò, les condicions de la mar van forçar diversos ajornaments al llarg del torneig, que finalment va concloure el 5 d'agost.

## Resultats
|                 | Competició masculina | Competició masculina | Competició femenina | Competició femenina |
| Posició         | Nom                  | País                 | Nom                 | País                |
| --------------- | -------------------- | -------------------- | ------------------- | ------------------- |
| Or              | Kauli Vaast          |                      | Caroline Marks      |                     |
| Argent          | Jack Robinson        |                      | Tatiana Weston-Webb |                     |
| Bronze          | Gabriel Medina       |                      | Johanne Defay       |                     |
| 4t              | Alonso Correa        |                      | Brisa Hennessy      |                     |
| Diploma Olímpic | João Chianca         |                      | Nadia Erostarbe     |                     |
| Diploma Olímpic | Joan Duru            |                      | Carisa Moore        |                     |
| Diploma Olímpic | Ethan Ewing          |                      | Luana Silva         |                     |
| Diploma Olímpic | Reo Inaba            |                      | Tyler Wright        |                     |

## Medaller
| Posició | País         | Or | Argent | Bronze | Total |
| 1       | França       | 1  | 0      | 1      | 2     |
| 2       | Estats Units | 1  | 0      | 0      | 1     |
| 3       | Brasil       | 0  | 1      | 1      | 2     |
| 4       | Austràlia    | 0  | 1      | 0      | 0     |
| Total   | Total        | 2  | 2      | 2      | 6     |